# 博纳·塞普特纳
博纳·塞普特纳（1987年9月22日—）是前印尼男子羽毛球運動員，專長雙打項目。其胞兄马尔基斯·基多和胞妹皮娅·泽巴迪娅·贝尔纳德特同為羽毛球運動員。
從羽壇退役後，現於印尼航空擔任飛行員。

## 簡歷
2011年11月，博纳·塞普特纳參加2011年世界羽毛球錦標賽男子雙打賽事，和穆罕默德·阿赫桑合作奪得銅牌。

## 主要比賽成績
只列出曾進入準決賽的國際賽事成績：
| 年份   | 賽事                     | 公開賽級別 | 項目     | 拍檔                 | 成績   |
| ------ | ------------------------ | ---------- | -------- | -------------------- | ------ |
| 2008年 | 日本羽毛球超級賽         | 超級賽     | 男子雙打 | 穆罕默德·阿赫桑      | 亞軍   |
| 2009年 | 菲律賓羽毛球黃金大獎賽   | 黃金大獎賽 | 男子雙打 | 穆罕默德·阿赫桑      | 冠軍   |
| 2010年 | 日本羽毛球超級賽         | 超級賽     | 男子雙打 | 穆罕默德·阿赫桑      | 準決賽 |
| 2010年 | 越南羽毛球大獎賽         | 大獎賽     | 男子雙打 | 穆罕默德·阿赫桑      | 冠軍   |
| 2010年 | 印度羽毛球大獎賽         | 大獎賽     | 男子雙打 | 穆罕默德·阿赫桑      | 冠軍   |
| 2011年 | 馬來西亞羽毛球超級賽     | 超級賽     | 男子雙打 | 穆罕默德·阿赫桑      | 準決賽 |
| 2011年 | 印尼羽毛球首要超級賽     | 首要超級賽 | 男子雙打 | 穆罕默德·阿赫桑      | 準決賽 |
| 2011年 | 日本羽毛球超級賽         | 超級賽     | 男子雙打 | 穆罕默德·阿赫桑      | 亞軍   |
| 2011年 | 印尼羽毛球黃金大獎賽     | 黃金大獎賽 | 男子雙打 | 穆罕默德·阿赫桑      | 冠軍   |
| 2012年 | 新加坡羽毛球超級賽       | 超級賽     | 男子雙打 | 穆罕默德·阿赫桑      | 準決賽 |
| 2013年 | 紐西蘭羽毛球大獎賽       | 大獎賽     | 男子雙打 | 阿菲特·尤瑞斯·韦拉万 | 準決賽 |
| 2013年 | 中華台北羽毛球黃金大獎賽 | 黃金大獎賽 | 男子雙打 | 弗兰·库尔尼亚万·邓   | 準決賽 |
| 2013年 | 越南羽毛球大獎賽         | 大獎賽     | 男子雙打 | 弗兰·库尔尼亚万·邓   | 冠軍   |

| 2007-2017年 | 首要超級賽 | 超級賽 | 黃金大獎賽 | 大獎賽 | 國際挑戰賽 | 國際系列賽 | 未來系列賽 | 其他 |

| 2018-2026年 | 總決賽 | 超級1000賽 | 超級750賽 | 超級500賽 | 超級300賽 | 超級100賽 | 國際挑戰賽 | 國際系列賽 | 未來系列賽 | 其他 |

### 奧運會和世錦賽參賽紀錄
|          | 搭檔            | 2009 | 2010 | 2011 | 2012 |
| -------- | --------------- | ---- | ---- | ---- | ---- |
| 男子雙打 | 穆罕默德·阿赫桑 | 32強 | －   | 季軍 | 8強  |

## 外部連結
- 博纳·塞普特纳在国际奥林匹克委员会的资料